# Plumularia jordani
Plumularia jordani är en nässeldjursart som beskrevs av Nutting 1906. Plumularia jordani ingår i släktet Plumularia och familjen Plumulariidae. Inga underarter finns listade i Catalogue of Life.